# Conoderus golbachi
Conoderus golbachi là một loài bọ cánh cứng trong họ Elateridae. Loài này được Guzman de Tome miêu tả khoa học năm 1992.